# Szustow
Szustow – odmiana koniaku produkowana w Odessie przez rodzinę Szustowów.

## Historia
Klimat wybrzeży Morza Czarnego nadaje się znakomicie do upraw winorośli. Warunki te wykorzystał pod koniec XIX wieku Nikołaj Szustow, pochodzący ze starej rodziny kupieckiej zamieszkującej w Odessie. Otworzył fabrykę koniaku i wódki (1899), której wyroby sprzedawano w charakterystycznych butelkach o kształcie siedzącego niedźwiedzia (wcześniej fabrykę zlokalizowaną w lokalnej twierdzy prowadził Ormianin, Nerses Tairian). Z czasem destylarnie otwarto również w Moskwie oraz na terenie Armenii. W 1910, podczas światowego konkursu degustacyjnego w Paryżu, koniak Szustowów zdobył pierwszą nagrodę, wyprzedzając rodzime trunki francuskie. Przed I wojną światową Szustowowie opanowali około 30% rosyjskiego rynku koniaku. Zamawiali go m.in. car Mikołaj II, Winston Churchill oraz Agatha Christie. Po śmierci Nikołaja interes przejęli jego synowie - Nikołaj Szustow Junior i Leontij Szustow. Kres fabryce przyniosły rządy bolszewickie. Fabrykę znacjonalizowano, a część stuletniego koniaku rozkazano przerobić na spirytus. Po upadku komunizmu produkcję wznowiono. Otwarto również Muzeum Koniaku Rodziny Szustowów.

## Nikołaszka
W 1912 Nikołaj Szustow junior przygotował koniak z plastrem cytryny carowi Mikołajowi II, co ten ocenił bardzo wysoko. Ten sposób serwowania rozpowszechnił się pod nazwą nikołaszka w restauracjach całej Europy.